# John McCurry
John McCurry (né le 24 juin 1957) est un musicien américain. Il a collaboré avec plusieurs artistes célèbres, dont Cyndi Lauper, Billy Joel, David Bowie, Alice Cooper, John Waite, Belinda Carlisle, Julian Lennon, Joss Stone, Katy Perry, Jonas Brothers ou encore Elliott Yamin,.
En 1983, McCurry est le guitariste soliste du groupe Cool It Reba. Il occupait le même poste lors des tournées de Cyndi Lauper au début des années 1980. Il a également joué pour d'autres musiciens en tournée, notamment pour la tournée Rhythim of Love World Tour d'Anita Baker de 1994 à 1995 ou encore pour la tournée américaine de John Waite en 1985.